# Kilinochchi (Distrikt)
Koordinaten: 9° 23′ N, 80° 24′ O
Der Distrikt Kilinochchi (Tamil கிளிநொசசி மாவட்டம் Kiḷinocaci māvaṭṭam, singhalesisch කිලිනොච්චි දිස්ත්‍රික්කය kilinocci distrikkaya) ist ein Distrikt in der Nordprovinz Sri Lankas. Hauptort ist Kilinochchi. Fast alle Einwohner sind Sri-Lanka-Tamilen. Der Distrikt Kilinochchi gehörte zu den von 1983 bis 2009 vom Bürgerkrieg in Sri Lanka betroffenen Gebieten.

## Geografie
Der Distrikt Kilinochchi gehört zur Nordprovinz Sri Lankas. Er grenzt im Norden an den Distrikt Jaffna und im Süden an die Distrikte Mullaitivu und Mannar. Im Westen liegt die Küste der zwischen Sri Lanka und Indien gelegenen Palkbucht.

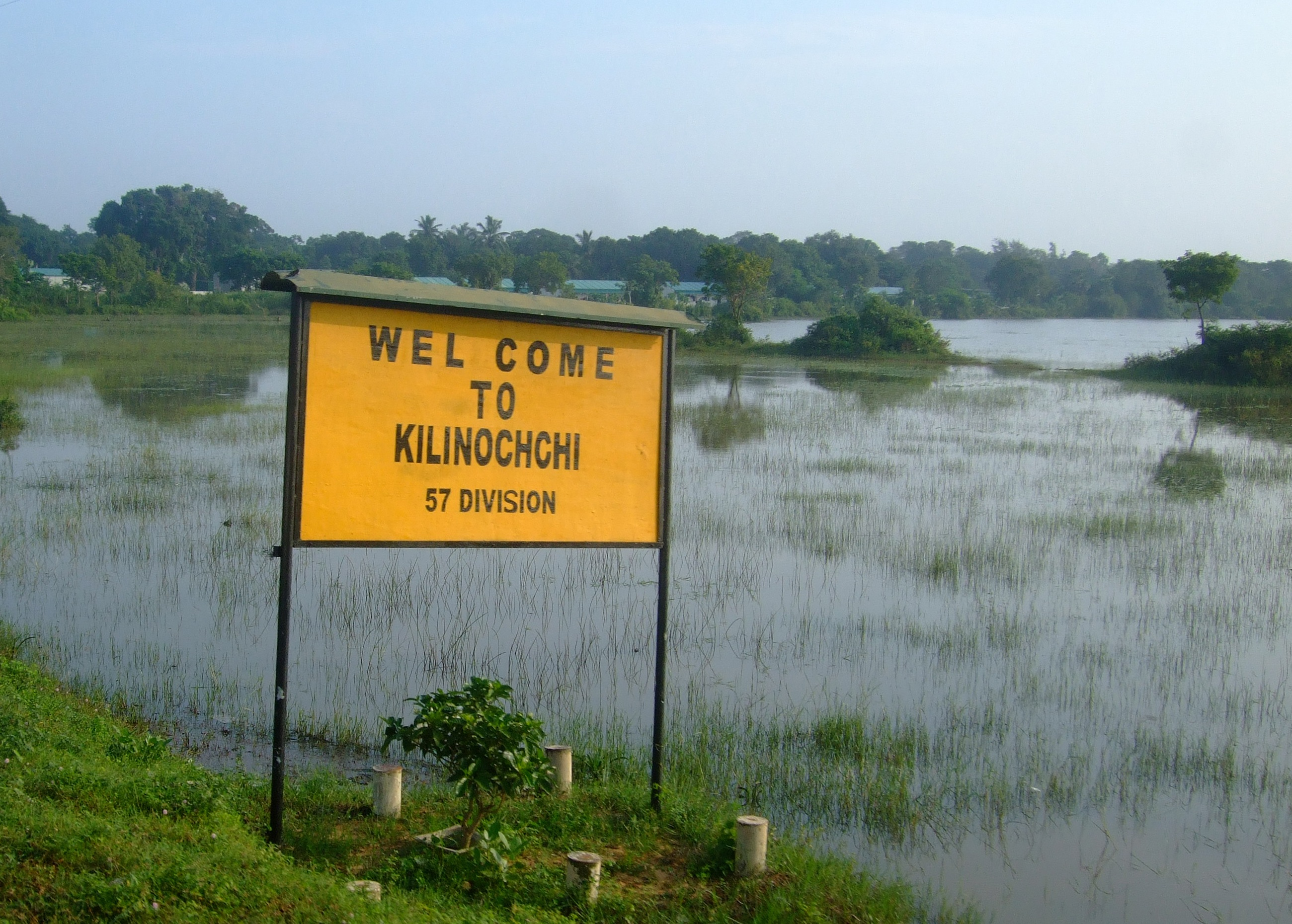
Landschaft bei Kilinochchi

Mit einer Fläche von 1279 Quadratkilometern (davon 1205 Quadratkilometer Land und 74 Quadratkilometer Binnengewässer) ist der Distrikt Kilinochchi nach den Distrikten Colombo und Jaffna der drittkleinste Distrikt Sri Lankas. Der Großteil des Distriktgebiets gehört zur Region Vanni, die den Nordteil der Hauptinsel umfasst. Außerdem umfasst der Distrikt Kilinochchi einen kleineren Teil der Jaffna-Halbinsel, die durch die Lagune von Jaffna vom Rest Sri Lankas getrennt ist. Der Elefantenpass, der wichtigste Zugang zur Jaffna-Halbinsel, gehört zum Distrikt Kilinochchi.
Das Terrain des Distrikt Kilinochchi ist gänzlich flach und wird größtenteils landwirtschaftlich genutzt. Im Westen und Süden hat der Distrikt Kilinochchi Anteil an den ausgedehnten Wäldern der Vanni-Region. 1985 bestanden 39 Prozent des Distriktgebiets aus Ackerland und 28 Prozent aus Wald.

## Geschichte

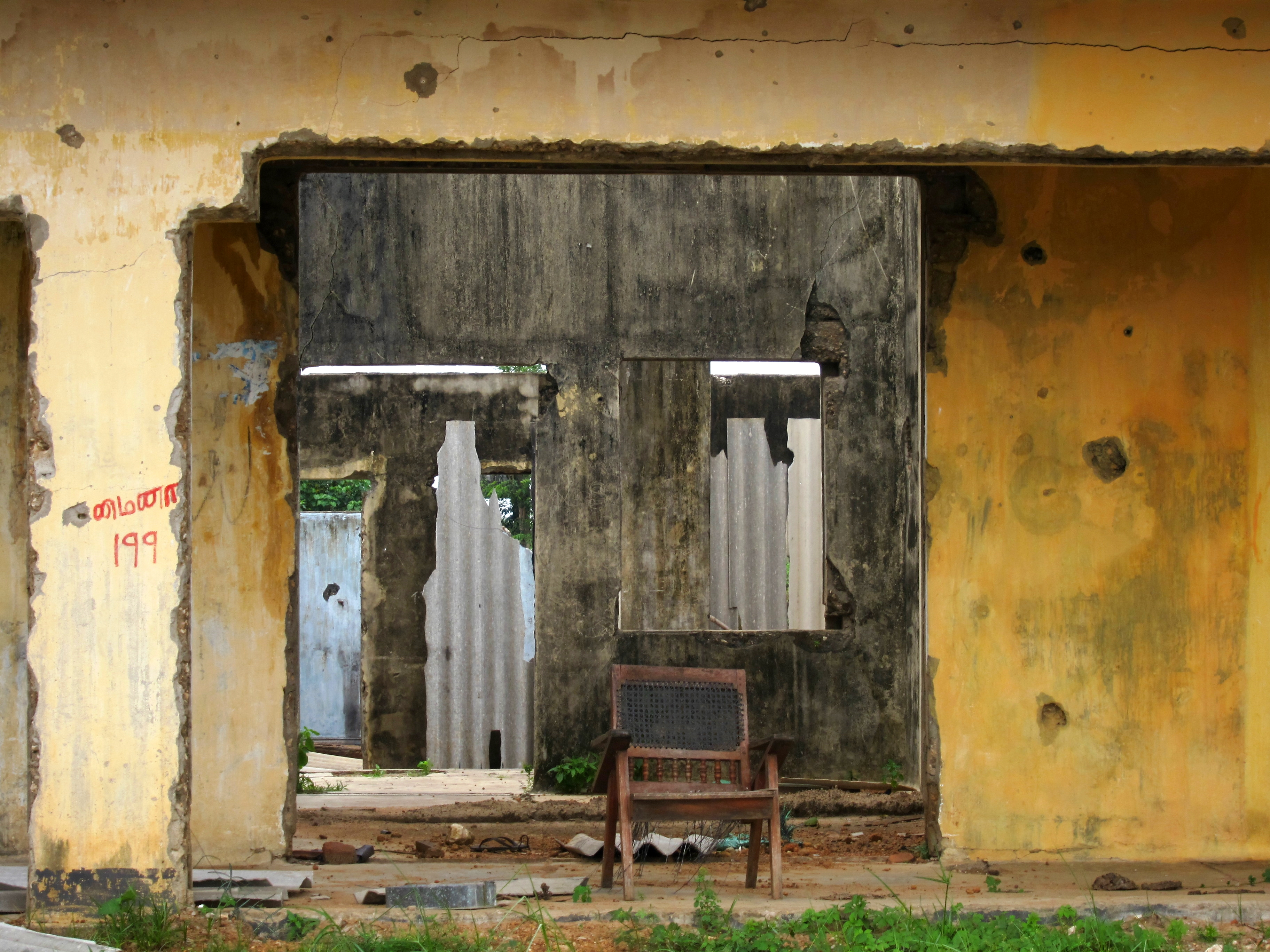
Kriegsschäden im Distrikt Kilinochchi (2010)

Das Gebiet des heutigen Distrikts Kilinochchi stand historisch unter dem Einfluss Jaffnas, war aber lange Zeit äußerst dünn besiedelt. Erst 1936 wurden im Rahmen eines Kolonisierungsprogramms mit dem Ziel, den Bevölkerungsdruck auf der dicht besiedelten Jaffna-Halbinsel zu lindern, die Siedlungen Kilinochchi und Paranthan gegründet. Als eigenständiger Distrikt besteht Kilinochchi seit 1984. Zuvor hatte das Gebiet zum Distrikt Jaffna gehört.
Der Distrikt Kilinochchi gehört zu den Gebieten, die von tamilischen Separatisten als Teil eines unabhängigen Staates Tamil Eelam eingefordert wurden. Der Distrikt war von 1983 bis 2009 vom Bürgerkrieg in Sri Lanka betroffen. Die Stadt Kilinochchi stand von 1990 bis 1996 sowie erneut von 1998 bis zur Endphase des Bürgerkrieges unter der Kontrolle der Rebellenorganisation Liberation Tigers of Tamil Eelam (LTTE). Nach der Eroberung Jaffnas durch die sri-lankische Armee diente Kilinochchi als De-facto-Hauptstadt der von der LTTE kontrollierten Gebiete. Der zum Distrikt Kilinochchi gehörige Elefantenpass, der den strategisch wichtigen Zugang zur Jaffna-Halbinsel bildet, war während des Bürgerkriegs mehrfach zwischen LTTE und Regierungstruppen umkämpft.
Durch die abgeschirmte Lage des Distrikts war die Tsunami-Katastrophe 2004 in Kilinochchi weniger verheerend als an der Ostküste Sri Lankas. In dem Distrikt kamen 30 Menschen ums Leben, 1250 Häuser wurden durch die Flutwelle zerstört.

## Bevölkerung
Nach der Volkszählung 2012 hat der Distrikt Mullaitivu 113.510 Einwohner. Mit nur 38 Einwohnern pro Quadratkilometer ist er sehr dünn besiedelt und die Bevölkerungsdichte liegt deutlich unter dem Durchschnitt Sri Lankas (325 Einwohner pro Quadratkilometer). Die Division Manthai East zählt sogar nur 14 Einwohner/km². Von den Bewohnern waren 55.783 (49,14 %) männlichen und 57.727 (50,86 %) weiblichen Geschlechts. Die Bevölkerung ist ausgesprochen jung. Dies verdeutlicht ein Blick auf die Altersverteilung.
| Alter  | 0–9 Jahre | 10–19 Jahre | 20–29 Jahre | 30–39 Jahre | 40–49 Jahre | 50–59 Jahre | 60–79 Jahre | 80 Jahre und mehr |
| Anzahl | 25.201    | 22.947      | 17.797      | 17.077      | 11.217      | 9.302       | 9.382       | 587               |
| Anteil | 22,20 %   | 20,22 %     | 15,68 %     | 15,04 %     | 9,88 %      | 8,19 %      | 8,27 %      | 0,52 %            |

### Bevölkerung des Distrikts nach Volksgruppen
Fast die gesamte Einwohnerschaft des Distrikts sind sri-lankische Tamilen. Es gibt nur kleinere Minderheiten anderer Volksgruppen.
Sri-lankische Tamilen
Die sri-lankischen Tamilen stellen die größte Volksgruppe. In allen vier Divisions stellen sie die Bevölkerungsmehrheit. Ihr Anteil bewegt sich zwischen 95,67 % in Poonakari und 98,82 % in Kandavalai.
Singhalesen
Insgesamt ist der Anteil der Singhalesen gering. Der singhalesische Bevölkerungsanteil bewegt sich zwischen 0,50 % in Kandavalai und 2,75 % in Pachchilaipalli.
Indische Tamilen
Die indischstämmigen Tamilen sind Nachfahren von Einwanderern aus Indien während der britischen Kolonialherrschaft. Ihr Anteil ist gering und bewegt sich zwischen 0,47 % in Pachchilaipalli und 1,18 % in Poonakari.
Moors
Nur Viertstärkste Volksgruppe sind die Moors oder tamilischsprachigen Muslime. Fast alle Angehörige dieser Bevölkerungsgruppe leben in den Division Poonakari  (73 % der Moors) und Karachchi (22 %). Ihr Anteil bewegt sich zwischen 0,11 % in Pachchilaipalli und 2,27 % in Poonakari.
Übrige Volksgruppen
Die Malaien und Burgher sind kleine Minderheiten.
| Jahr                                   | Singhalesen1 | Singhalesen1 | Sri-Lanka-Tamilen2 | Sri-Lanka-Tamilen2 | Tamilen2 | Tamilen2 | Moors3 | Moors3 | Burgher | Burgher | Malaien | Malaien | Andere4 | Andere4 | Total   | Total    |
| Jahr                                   | No.          | %            | No.                | %                  | No.      | %        | No.    | %      | No.     | %       | No.     | %       | No.     | %       | No.     | %        |
| -------------------------------------- | ------------ | ------------ | ------------------ | ------------------ | -------- | -------- | ------ | ------ | ------- | ------- | ------- | ------- | ------- | ------- | ------- | -------- |
| 2012                                   | 1.331        | 1,17 %       | 110.494            | 97,34 %            | 1.030    | 0,91 %   | 629    | 0,55 % | 1       | 0,00 %  | 2       | 0,00 %  | 23      | 0,02 %  | 113.510 | 100,00 % |
| Quelle: Volkszählung in Sri Lanka 2012 |              |              |                    |                    |          |          |        |        |         |         |         |         |         |         |         |          |

1 Tiefland- und Kandy-Singhalesen zusammen2 Sri-Lanka-Tamilen und indische Tamilen separat 3 nur sri-lankische Moors4 davon 2012 weder Sri Lanka Chetties noch Bharatha

### Bevölkerung des Distrikts nach Bekenntnissen

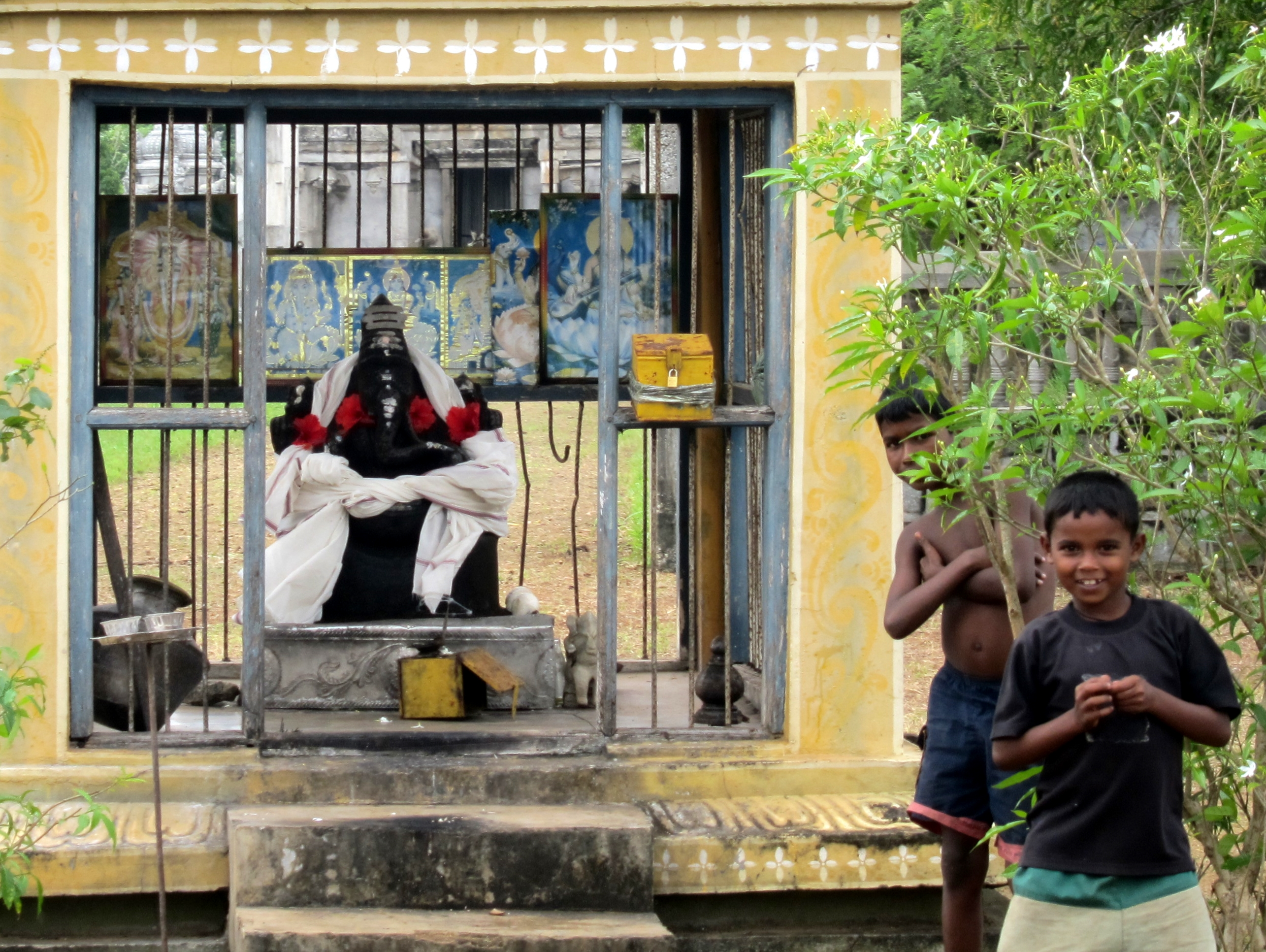
Kinder an einem Hindu-Schrein im Distrikt Kilinochchi

Die Verteilung der Glaubensbekenntnisse ist teilweise ein Spiegelbild der ethnischen Verhältnisse. Bei genauerer Betrachtung gibt es bedeutende Unterschiede zum Rest des Landes. Der Hinduismus, dem eine Mehrheit der sri-lankischen und indischen Tamilen angehört, ist im Distrikt Kilinochchi die stärkste Glaubensgemeinschaft. Nur an vierter Stelle steht der Islam, dem die Moors und Malaien angehören. Der Buddhismus ist die drittstärkste Religionsgruppe. Doch gehören rund 18.000 Tamilen (rund 17 % ihrer Volksgruppe) dem Christentum an. Christliche Tamilen gibt es in allen vier Divisions. Besonders hoch ist er vor allem in der Division Poonakari (rund 27 % Christen unter den Tamilen). Aus diesem Grund sind die Christen derzeit die zweitstärkste Religionsgemeinschaft. Doch ist der Anteil der Anteil der Römisch-Katholiken innerhalb der Christen deutlich geringer als im Landesdurchschnitt (nur rund 65 %).
| Jahr                                   | Buddhisten | Buddhisten | Hindus | Hindus  | Muslime | Muslime | Katholiken | Katholiken | andere Christen | andere Christen | Andere | Andere | Total   | Total    |
| Jahr                                   | No.        | %          | No.    | %       | No.     | %       | No.        | %          | No.             | %               | No.    | %      | No.     | %        |
| -------------------------------------- | ---------- | ---------- | ------ | ------- | ------- | ------- | ---------- | ---------- | --------------- | --------------- | ------ | ------ | ------- | -------- |
| 2012                                   | 1.275      | 1,12 %     | 92.986 | 81,92 % | 700     | 0,62 %  | 12.063     | 10,63 %    | 6.436           | 5,67 %          | 50     | 0,04 % | 113.510 | 100,00 % |
| Quelle: Volkszählung in Sri Lanka 2012 |            |            |        |         |         |         |            |            |                 |                 |        |        |         |          |

### Bevölkerungsentwicklung
Die Einwohnerzahl des Distrikts Kilinochchi unterlag während des Bürgerkriegs durch Tod, Flucht und Vertreibung deutlichen Schwankungen. 1981, im Jahr der letzten Volkszählung vor Kriegsausbruch, lebten im Gebiet des heutigen Distrikts Kilinochchi 91.764 Menschen. Während des Kriegs stieg die Einwohnerzahl durch Binnenflüchtlinge deutlich an: Schätzungen der Distriktsverwaltung zufolge erreichte sie 2006 mit 197.037 ihren Höhepunkt. Durch die Kämpfe in der Endphase des Bürgerkriegs wurde ein großer Teil der Einwohner vertrieben: Für 2009 werden nur noch 23.625 Einwohner angegeben. Seit Ende des Kriegs hat sich die Einwohnerzahl durch die Ansiedlung von Binnenflüchtlingen seitens der Regierung wieder konsolidiert.
Im Jahr 2012 lebten im Distrikt Kilinochchi Regierungsstatistiken zufolge 102.299 Flüchtlinge und Rückkehrer. Darunter waren 289 Flüchtlinge aus anderen Gegenden Sri Lankas und 102.010 Menschen wurden nach vormaliger Vertreibung wieder angesiedelt.
Mit 94 Einwohnern pro km² liegt der Distrikt deutlich unter dem Durchschnitt des Landes (325 Personen/km²). Die Schwankungen innerhalb des Gebiets sind zudem enorm. Sie reichen von 17 (Poonakari) bis 171 (Karachchi) Einwohnern je km².

## Lokalverwaltung
Der Vorsteher des Distrikts trägt den Titel District Secretary. Der Distrikt ist in vier Divisionen (DS Divisions) unterteilt, die jeweils einem Divisional Secretary unterstehen. Die Divisionen teilen sich weiter in insgesamt 136 GN Divisions in 350 Dörfern (Stand 2012), denen jeweils ein Grama Niladhari (Dorfhauptmann) vorsteht.
| Name                 | Hauptort    | Einwohner 2012 | Fläche in km² | Dichte | GN  | Dörfer |
| -------------------- | ----------- | -------------- | ------------- | ------ | --- | ------ |
| Kandavalai           | Kandavalai  | 23.194         | 318           | 73     | 16  | 103    |
| Karachchi            | Kilinochchi | 61.484         | 358           | 172    | 42  | 115    |
| Pachchilaipalli      | Pallai      | 8.530          | 164           | 52     | 18  | 44     |
| Poonakari            | Poonakari   | 20.302         | 439           | 17     | 19  | 92     |
| Distrikt Kilinochchi | Kilinochchi | 113.510        | 1.205         | 94     | 136 | 354    |